# Мусса Марега
Мусса́ Марега́ (фр. Moussa Marega; нар. 14 квітня 1991, Лез-Юліс, Франція) — малійський футболіст, нападник національної збірної Малі та саудівського клубу «Аль-Гіляль» (ЕР).

## Клубна кар'єра
У дорослому футболі дебютував 2011 року виступами за команду французького клубу «Еврі», який виступав у чемпіонаті Парижа (шостий рівень). В «Еврі» Марега провів один сезон. 
Своєю грою за цю команду привернув увагу представників тренерського штабу французького клубу «Ле-Пуаре-сюр-Ві», до складу якого приєднався 2012 року. Відіграв за  «Ле-Пуаре-сюр-Ві» наступний сезон своєї ігрової кар'єри. Більшість часу, проведеного у складі клубу, був основним гравцем атакувальної ланки команди.
2013 року уклав контракт з французьким клубом «Ам'єн», у складі якого провів наступний рік своєї кар'єри гравця. Граючи у складі «Ам'єна» також здебільшого виходив на поле в основному складі команди.
З 2014 року один сезон захищав кольори туніського клубу «Есперанс». 
З 2015 року один сезон захищав кольори португальського клубу «Марітіму». Тренерським штабом нового клубу також розглядався як гравець «основи».
2016 року приєднався до португальського клубу «Порту». Сезон 2016/17 провів в оренді в клубі «Віторія» (Гімарайнш), після чого повернувся до команди з Порту та зумів закріпитися в основному складі.

## Виступи за збірну
2015 року дебютував в офіційних матчах у складі національної збірної Малі.
У складі збірної був учасником Кубка африканських націй 2017 року у Габоні.

## Досягнення
- Чемпіон Португалії (2):

«Порту»: 2017-18, 2019-20
- Володар Суперкубка Португалії (2):

«Порту»: 2018, 2020
- Володар Кубка Португалії (1):

«Порту»: 2019-20
- Чемпіон Саудівської Аравії (1):

«Аль-Гіляль»: 2021-22
- Володар Суперкубка Саудівської Аравії (1):

«Аль-Гіляль»: 2021
- Переможець Ліги чемпіонів АФК (1):

«Аль-Гіляль»: 2021
- Володар Королівського кубка Саудівської Аравії (1):

«Аль-Гіляль»: 2022-23